# Alphons Orie
Alphons Orie (Groningen, 23. studenog 1947.) je nizozemski pravnik, stručnjak za kazneno pravo. 
Trenutno je sudac Međunarodnog kaznenog suda za bivšu Jugoslaviju (ICTY).
Orie je diplomirao na Sveučilištu u Leidenu i Sveučilištu u Bruxellesu. Tijekom godinama 1971. – 1980. radio je u sveučilišta, a zatim je započeo svoju pravnu praksu, u kojoj je branio u 1995. – 1997. uključujce okrivljenike ped ICTY-em. Godine 2001 izabran je za suca Haškog tribunala.
Orie je trenutno predsjedatelj sudskog od Haaškog suda.